# Jill
Jill est un prénom féminin anglais.

## Personnalités portant ce prénom
- Jill Balcon (1925–2009), actrice britannique
- Jill Biden (1951-), éducatrice américaine et ex-second dame des États-Unis
- Jill Carroll (1977-), journaliste américaine
- Jill Clayburgh (1944-2010), actrice américaine
- Jill Costello (1987-2010), athlète américaine, militante de la lutte contre le cancer du poumon
- Jill Craigie (1911–1999), écrivaine et réalisatrice américaine
- Jill Craybas (1974-), joueuse de tennis américaine
- Jill Dando (1961–1999), présentatrice de télévision britannique
- Jill Dickman, membre de l'Assemblée du Nevada (Parti républicain).
- Jill Duggar (1991-), personnalité de télé-réalité
- Jill Hennessy (1968-), actrice et musicienne canadienne
- Jill Ireland (1936–1990), actrice britannique
- Jill Johnson (1973-), chanteuse suédoise
- Jill Knight (1924-), femme politique britannique
- Jill Murphy (1949-), écrivaine et illustratrice anglaise
- Jill P. Carter (1964-), femme politique américaine
- Jill Scott (1972-), chanteuse de soul américaine
- Jill St. John (1940-), actrice américaine
- Jill Vidal, chanteuse hongkongaise
- Jill Wagner (1979-), actrice américaine
- Jill Zarin, personnalité télévisuelle américaine
- Jill Garbani-nerini, première personnalité féminine de la lignée Garbani
- Jill Hermans, vice championne du monde de Taekwon-do (2017), née en 2004

### Comme second prénom
- Amy-Jill Levine (1956-), professeure de théologie et militante féministe
- J. Jill Suitor, professeure de sociologie
- Suzanne Jill Levine (1946-), poète et traductrice américaine

## Personnages de fiction
- Jill, personnage de la chanson enfantine "Jack and Jill"
- Jillian "Jill" Mastrano Dragomir, personnage de Bloodlines
- Jill Valentine, personnage de la série de jeux vidéo Resident Evil
- Jill Pole, personnage principal de The Chronicles of Narnia: The Silver Chair
- Jill Foster Abbott, personnage du soap opera The Young and the Restless
- Jill, personnage de la saga Deverry Cycle
- Genocide Jill, une tueuse en série de la série Danganronpa

- (en) Cet article est partiellement ou en totalité issu de l’article de Wikipédia en anglais intitulé « Jill » (voir la liste des auteurs).